# Jàson de Feres
Jàson (en llatí: Iason, grec antic: Ἰάσων) fou tirà de Feres i tagos de Tessàlia probablement fill de Licofró I de Feres, que va establir la seva tirania substituint a l'aristocràcia vers el final de la guerra del Peloponès, i aspirava a dominar tota Tessàlia.
Licofró vivia encara el 395 aC i la data exacta en què Jàson el va succeir no es coneix. Va ampliar els ambiciosos designis del seu pare. El 377 aC apareix ajudant a Teògenes en el setge de l'acròpoli d'Histiea a Eubea, de la que després en fou expulsat pels espartans dirigits per Terípides o Herípides.
El 375 aC dominava tota Tessàlia excepte Farsàlia on governava Polidames. Jàson tenia el suport d'Àlcetes I de l'Epir i de la Lliga Beòcia, especialment Tebes. Jàson volia ser hegemó de Tessàlia, càrrec que s'anomenava tagos (llatí tagus) i gaudia d'un exèrcit mercenari de sis mil homes i altres sis mil cavallers i deu mil hoplites; les tribus veïnes li aportaven més soldats; entre les ambicions de Jàson estava la d'exercir una espècie d'hegemonia sobre Grècia. A més a més la retirada dels "deu mil" i després la campanya d'Agesilau a l'Àsia Menor li van obrir nous camps. Però per qualsevol iniciativa calia dominar Farsàlia i això ho va aconseguir per la negociació i en una conferència cara a cara amb Polidames al que va prometre la màxima posició a l'estat excepte la seva pròpia si es posava al seu costat. Polidames va demanar consultar a Esparta la seva aliada però Jàson li va dir que si ho feia llençaria tota la seva força contra Farsàlia i Esparta no el podria defensar i finalment Polidames va accedir i uns mesos després, el 374 aC, Jàson fou elegit tagos de Tessàlia i va assolir el comandament de totes les forces que aportaven les ciutats i tribus, i el tribut pagat pels pobles dominats περίοικοι.
Jàson es va aliar llavors a Amintes II de Macedònia. El 373 aC Jàson i Àlcetes I van anar a Atenes amb la que en aquest temps estaven aliats, per intercedir per Timoteu, que estava sent jutjat i que fou absolt mercès a la seva influència. El 371 aC després de la batalla de Leuctres, els tebans li van demanar la seva aliança i va enviar alguns trirrems a Beòcia, però en general va aconsellar una actitud mesurada, ja que no volia veure ascendir a Tebes, i va influir per la signatura d'una treva. Fou en aquest temps quan Jàson va destruir la colònia lacedemònia d'Heraclea Traquínia a la frontera entre Tessàlia i Grècia, més per assegurar el seu pas al sud que per impedir el pas d'altres cap al nord (Diodor de Sicília ho situa el 370 aC).
Jàson volia anar als Jocs Pitis amb les forces tessàlies i presidir el festival i els preparatius van alarmar a Grècia. La gent de Delfos va consultar al seu oracle i va rebre la resposta que el mateix deu vetllaria per ells. Quan Jàson estava a punt de sortir fou mort per set joves dels quals dos van morir a mans de la guàrdia i la resta va poder fugir i foren rebuts com herois a totes les ciutats gregues; els motius dels assassins no són clars però segons alguns autors es tractava d'una venjança personal i segons d'altres d'un afany de notorietat; un relat esmenta a Polidor de Feres, el germà i successor de Jàson, com l'inspirador del seu assassinat.